# Jimmy Chauveau
Jimmy Chauveau (* 16. března 1989) je kanadsko-britský zpěvák, skladatel, kytarista, hudebník a od roku 2022 frontman kanadské skupiny The Strumbellas. Dříve byl zpěvákem skupiny Ascot Royals. Současně vystupuje s hudební skupinou Kadeema.

## Život a kariéra
Narodil se 16. března 1989 v Chertsey.
Kolem roku 2000 se s rodinou přestěhoval ze Spojeného království do kanadského Brantfordu. Zde se poprvé začal zajímat o hudbu. V patnácti letech dostal od svého bratra Bena akustickou kytaru. Jeho bratr Ben spoluzaložil hudební skupinu Ascot Royals, jejíž zpěvák však odešel, a tak Jimmy Chauveau dostal nabídku stát se členem skupiny. Zpočátku zpíval doprovodné vokály. Později se stal hlavním zpěvákem skupiny.
Skupina vystupovala především v kanadském Brantfordu. Získávala na popularitě a později podepsala smlouvu s nahrávací společností Sony. Začali vystupovat po celé Kanadě, včetně Toronta, kam se Chauveau přestěhoval. V roce 2019 se skupina rozpadla. Všichni členové se vydali různými směry. Chauveau a Tal Vaisman založili skupinu Kadeema.
V roce 2022 se zúčastnil konkurzu na nového zpěváka skupiny The Strumbellas. Kvůli osobním problémům se dosavadní zpěvák Simon Ward rozhodl ze skupiny stáhnout do ústraní a začal psát písně. Novým zpěvákem skupiny The Strumbellas se tak stal Jimmy Chauveau.
Začali společně skládat nové písně. Vzniklo tak nové studiové album Part Time Believer (2024).

## Diskografie

### Studiová alba

#### The Strumbellas
- Part Time Believer (2024)

#### Ascot Royals
- Awkward When I Stop (2009) – CD
- Don't Let It Stop You (2012) – CD, album
- New Skin (2017) – EP

#### Kadeema
- Napoleon Tornapart (2020)